# Jorge Alí Triana
Jorge Alí Triana Varón (Bogotá, 4 de abril de 1942) es un actor, director y guionista colombiano. En su trayectoria artística ha dirigido y escrito varias historias para el cine, teatro y televisión en Colombia.

## Director

### Cine
- Las cuatro edades del amor (1980)
- Tiempo de morir (1985)
- Edipo alcalde (1996)
- Bolívar soy yo! (2002)
- Esto huele mal (2007)

### Televisión
- Bolívar, el hombre de las dificultades (1981)
- El cuento del domingo (1980)
- El Cristo de espaldas (1987), película para televisión basada en la novela homónima de Eduardo Caballero Calderón
- Los pecados de Inés de Hinojosa (1988), serie de 10 capítulos basada en la novela homónima de Próspero Morales Pradilla
- Castigo divino (1991), serie basada en la novela homónima de Sergio Ramírez
- Maten al león (1991), película para televisión basada en la novela homónima de Jorge Ibargüengoitia
- Los motivos de Lola (1992)
- Crónicas de una generación trágica (1993)
- Pecado santo (1995)
- Comando élite (2013)
- Todo es prestado (2016)
- La luz de mis ojos (2017-2018)
- Verdad oculta (2020)

### Teatro
- Y se armó la mojiganga
- La fiesta del chivo (2003)
- Cabaret
- La muerte de un viajante (2008)
- La increíble y triste historia de la cándida Eréndira y de su abuela desalmada [Teatro Repertorio Español - Nueva York]
- Doña Flor y sus dos maridos [Teatro Repertorio Español - Nueva York]
- Pantaleón y las visitadoras [Teatro Repertorio Español - Nueva York]

## Actor
- La abuela (1978) ... Benjamín  (Televisión)
- El cuento del domingo (1980) .... Varios personajes (Televisión)
- Golpe de estadio (1998) ... Doctor
- Perder es cuestión de método (2004) ... Pescador
- Soñar no cuesta nada (2006) ... Papa Venegas
- Córdova 'un general llamado arrojo'  (2019) ... José Félix de Restrepo
- Juanpis González: la serie (2022)